# Mavorixafor
Mavorixafor ist ein Arzneimittel, das als Antagonist des CXC-Chemokin-Rezeptors 4 (CXCR4) in der Behandlung des seltenen WHIM-Syndroms, einer Immunschwächekrankheit eingesetzt wird. Der Arzneistoff wurde unter dem Handelsnamen Xolremdi von X4 Pharmaceuticals entwickelt und erhielt im April 2024 die Zulassung in den USA. Das Arzneimittel ist die einzige zugelassene Therapie für das WHIM-Syndrom. In Europa wird das Arzneimittel zukünftig von Norgine vertrieben, befindet sich aber derzeit noch im Bewertungsverfahren der Europäischen Arzneimittel-Agentur (EMA). Im Juli 2019 klassifizierte die EMA Mavorixafor bereits als Orphan Drug.

## Klinische Angaben

### Anwendungsgebiete
Mavorixafor wird zur Behandlung des WHIM-Syndroms (Warzen, Hypogammaglobulinämie, Immundefizienz und Myelokathexis) bei Patienten ab 12 Jahren eingesetzt. Es erhöht die Anzahl der zirkulierenden reifen Neutrophilen und Lymphozyten und reduziert dadurch die Infektionsrate und die Warzenanzahl bei Betroffenen.

### Unerwünschte Wirkungen
Die häufigsten Nebenwirkungen von Mavorixafor sind eine niedrige Thrombozytenzahl (Thrombozytopenie), Hautausschlag, Niesen und Schnupfen, Nasenbluten, Erbrechen und Schwindel.

## Pharmakologische Eigenschaften

### Wirkungsmechanismus
Das WHIM-Syndrom wird durch Mutationen im Gen des CXCR4-Rezeptors verursacht. Dieser Rezeptor steuert den Transport von Blutzellen in das Knochenmark und zurück in den Blutkreislauf. Aufgrund der genetischen Veränderungen ist der CXCR4-Rezeptor überaktiv, sodass insbesondere Neutrophile im Knochenmark zurückgehalten werden. Dies führt zu einem Mangel dieser wichtigen Immunzellen im Blut und schwächt die Abwehrkräfte des Körpers.
Mavorixafor wirkt, indem es die Aktivität des CXCR4-Rezeptors hemmt. Dadurch können Neutrophile aus dem Knochenmark in den Blutkreislauf gelangen, was den Neutrophilenspiegel erhöht und dem Körper ermöglicht, Infektionen wirksamer zu bekämpfen.

## Sonstige Informationen

### Chemische und pharmazeutische Informationen
Die Anwendung von Mavorixafor wird auch für andere Indikationen wie HIV, maligne Melanome und Nierenzellkarzinome untersucht.

### Klinische Studien und Zulassungsstatus
Zwei klinische Studien untersuchten die Wirksamkeit und Sicherheit von Mavorixafor bei WHIM-Syndrom-Patienten. In einer offenen Phase-2-Studie zeigte sich bei allen auswertbaren Teilnehmern eine Erhöhung der Neutrophilen- und Lymphozytenzahlen. Zudem sank die jährliche Infektionsrate von 4,63 auf 2,27 und die Warzenanzahl ging um durchschnittlich 75 % zurück. 
Eine globale, randomisierte, placebokontrollierte Phase-3-Studie bestätigte diese Ergebnisse bei Patienten ab 12 Jahren. Die Neutrophilen- und Lymphozytenwerte stiegen signifikant im Vergleich zur Placebo-Gruppe. Zudem verringerte sich die durchschnittliche jährliche Infektionsrate um 60 %, und schwere Infektionen traten um über 75 % seltener auf.